# Коагулологические исследования
Коагулологические тесты — тесты для диагностики системы гемостаза.
Коагулометр — медицинский лабораторный анализатор для исследования системы гемостаза. В современных коагулометрах реализованы различные методики активации и наблюдения процесса тромбообразования в крови или плазме крови.

## Классификация коагулологических тестов
Практически все используемые в лабораторной диагностике коагулометры опираются на методы исследования системы гемостаза, созданные более полувека назад. Большинство методов подходит для детектирования нарушений в каком-либо одном звене гемостаза, не диагностируя при этом другие возможные нарушения. Еще одна проблема сегодняшней диагностики системы гемостаза — предсказание тромбоза, то есть чувствительность к предтромботическому состоянию пациента.
Все многообразие клинических тестов свертывающей системы крови можно разделить на две группы: глобальные (интегральные, общие) тесты и «локальные» (специфические) тесты.

#### Глобальные тесты
Глобальные тесты характеризуют результат работы всего каскада свертывания. Они подходят для диагностики общего состояния свертывающей системы крови и выраженности патологий, с одновременным учетом всех привходящих факторов влияний. Глобальные методы играют ключевую роль на первой стадии диагностики: они дают интегральную картину происходящих изменений в свертывающей системе и позволяют предсказывать тенденцию к гипер- или гипокоагуляции в целом.

#### «Локальные» тесты
«Локальные» тесты характеризуют результат работы отдельных звеньев каскада свертывающей системы крови, а также отдельных факторов свертывания. Они незаменимы для возможного уточнения локализации патологии с точностью до фактора свертывания.
Отдельно можно выделить тест на D-димер — продукт распада тромбов. Повышение концентрации D-димеров в крови пациента говорит о вероятности состоявшегося тромбоза.
Для получения полной картины работы гемостаза у пациента врач должен иметь возможность выбирать, какой тест ему необходим.
По типу исследуемого объекта можно выделить следующие взаимодополняющие группы методов:
- тесты в бедной тромбоцитами плазме или свободной от тромбоцитов (удобно для транспортировки, можно замораживать, можно использовать оптические методы наблюдения, но не учитывается тромбоцитарное звено гемостаза),
- тесты в богатой тромбоцитами плазме (близко к реальным условиям в организме, но есть ограничения на сроки работы)
- исследования в цельной крови (наиболее физиологично и можно начать исследование немедленно, но наименее удобно для исследований из-за сроков хранения крови и сложности интерпретации результатов).

### Глобальные тесты и их особенности
- Тромбоэластография (ТЭГ, TEG)
  - исследование цельной крови
  - не дает информацию о кинетике образования тромбина, низкая разделяемость вкладов плазменного и тромбоцитарного гемостаза
  - не стандартизован
  - низкая чувствительность
- Тест генерации тромбина (тромбиновый потенциал, TGA, эндогенный тромбиновый потенциал (ETP))
  - можно использовать бедную плазму или богатую тромбоцитами плазму
  - дает информацию о катализаторе основной реакции — преобразовании фибриногена в фибрин
  - гомогенный (активация во всем объеме образца)
- Тест на устойчивость к активированному протеину С на основе ETP [en:ETP-based activated protein C resistance test] [citation needed] (APCR основанный на ETP, ETP-based APCR, ETP-based activated protein C resistance test)
- Тест тромбодинамики
  - негомогенный: реализует пространственную модель роста сгустка
  - использует свободную от тромбоцитов плазму
  - фиксирует информацию о формировании сгустка в виде графика, что дает возможность вычислить ключевые параметры системы свертывания крови
  - новый, еще не достаточно распространен
- Общий гемостатический потенциал [en:Overall hemostatic potential] [citation needed] (OHP)

### «Локальные» тесты и их особенности
- АЧТВ
  - характеризует скорость прохождения внутреннего пути свертывания
  - бедная плазма (удобнее всего в работе, но не реализуется тромбоцитарный механизм свертывания)
  - контактный путь активации
- Тест протромбинового времени (или Протромбиновый тест, МНО, ПВ) — скорость прохождения внешнего пути свертывания
  - бедная плазма
  - не чувствителен к дефициту факторов внутреннего пути свертывания
- Узкоспециализированные методы для выявления изменений в концентрации отдельных факторов